# Tourisme en Moldavie

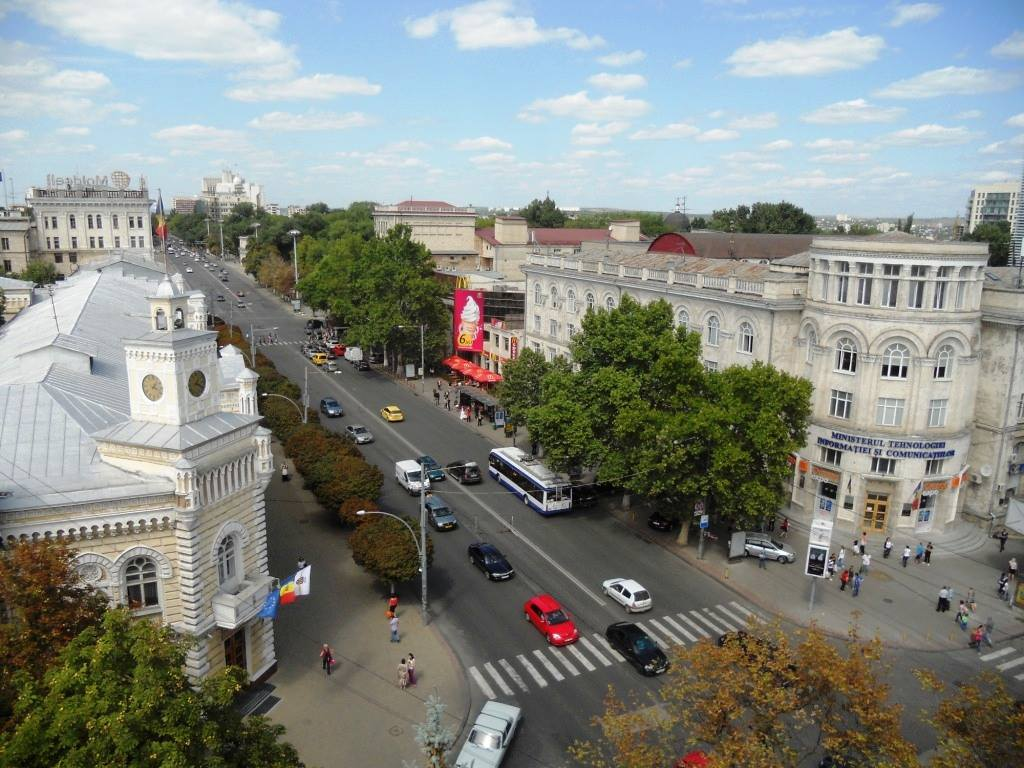
Boulevard Stefan cel Mare de Chișinău

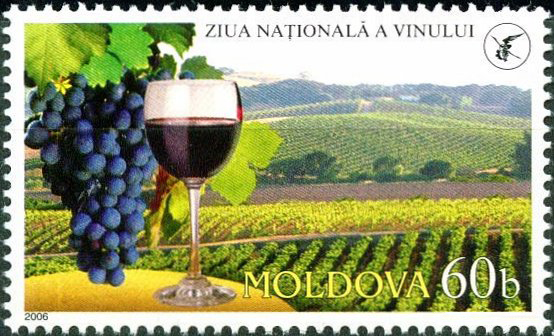
Timbre moldave commémorant la Journée nationale du vin

Le tourisme en République de Moldavie se concentre sur l'oenotourisme, le tourisme religieux , la gastronomie. Des visites de vignobles sont proposées aux touristes à travers le pays. Les vignobles à visiter sont notablement Cricova, Purcari (en), Ciumai, Romanești, Cojușna, Mileștii Mici.  En 2015, la Moldavie a reçu 2,85 millions de visiteurs.

## Cadre juridique sur les voyages
Les citoyens de la CEI n'ont pas besoin de visa pour visiter la Moldavie : Azerbaïdjan, Kirghizistan, Tadjikistan, Arménie, Ouzbékistan, Biélorussie, Ukraine, Géorgie, Russie, Turkménistan.
Depuis janvier 2007, la Moldavie a mis en place un régime d'exemption de visa pour les États-Unis, le Canada, le Japon, la Suisse et Israël.
Depuis 2012, la Moldavie permet aux citoyens turcs de visiter le pays sans avoir à obtenir de visa.
Il existe un régime d'exemption de visa entre la République de Moldavie et les citoyens de l'Union européenne (27 États), dont l'Autriche, la Pologne, les Pays-Bas, la Roumanie, la Slovénie, l'Allemagne, la Hongrie et d'autres dont les citoyens peuvent entrer en République de Moldavie sans visa jusqu'à 90 jours au cours d'une période de 180 jours.

## Divers tourismes en Moldavie

### Œnotourisme
Les traditions du vin moldave ont plus de 7000 ans, la vinification est donc devenue une partie intégrante de la culture moldave. Il y a plus de 150 établissements vinicoles dans le pays qui produisent de magnifiques vins, cognacs et champagne. Se tient chaque année, la Journée nationale du vin, le plus grand festival du vin d'Europe de l'Est, qui a lieu le premier week-end d'octobre. À partir de 2013, la Moldavie s'est concentrée sur la mise en œuvre d'un modèle européen basé sur des indications géographiques protégées (IGP, ce qui signifie que le vin est originaire d'une région particulière et que sa qualité peut être garantie). Ce système couvre désormais quatre zones de culture de Valul lui Traian, Stefan Voda, Codru et Divin. En conséquence, la Moldavie a fait des progrès impressionnants dans l'amélioration de la qualité de ses vins au cours des cinq dernières années, ce qui a été clairement apprécié par les amateurs et les professionnels du vin à travers le monde.

### Tourisme religieux
La Moldavie est un pays orthodoxe avec de profondes traditions chrétiennes. Il y a plus de 50 monastères et 700 églises dans le pays. Les monastères les plus populaires sont :
- monastère de Curchi ;
- monastère de Capriane ;
- monastère de Hâncu ;
- monastère de Japca ;
- monastère de Rudi ;
- monastère de Tipova ;
- monastère de Saharna ;
- ancien monastère d'Orhei ;
- monastère de Noul Neamț.

## Attractions

### Villes touristiques
- Centre de Chișinău
- Fort de Soroca - fort historique de la République de Moldavie, dans la ville moderne de Soroca.
- Old Orhei - complexe historique et archéologique, situé à Trebujeni, Parc national Orhei

### Musées
- Muzeul Memoriei Neamului - est un musée à Chişinău dédié aux "victimes de l'occupation soviétique" de la Bessarabie et du nord de la Bucovine, et commémorant la résistance anticommuniste dans la région
- Musée national d'histoire de la Moldavie - est un musée dans le centre de Chişinău.
- Muzeul Manuc Bey - est un musée près de Chişinău - il s'agit de l'ancien manoir de Manouk Bey (Emmanuel Marzayan) à Hîncești.

### Monastères
- Monastère de Căpriana - est l'un des plus anciens monastères de Moldavie, situé à Căpriana
- Monastère de Hancu
- Monastère de Noul Neamț - un monastère orthodoxe moldave entièrement masculin situé à Chiţcani
- Monastère de Saharna

### Parc national et aires protégées
La Moldavie possède le parc national Orhei d'une superficie totale de  33 792,09 ha, soit 337 km².

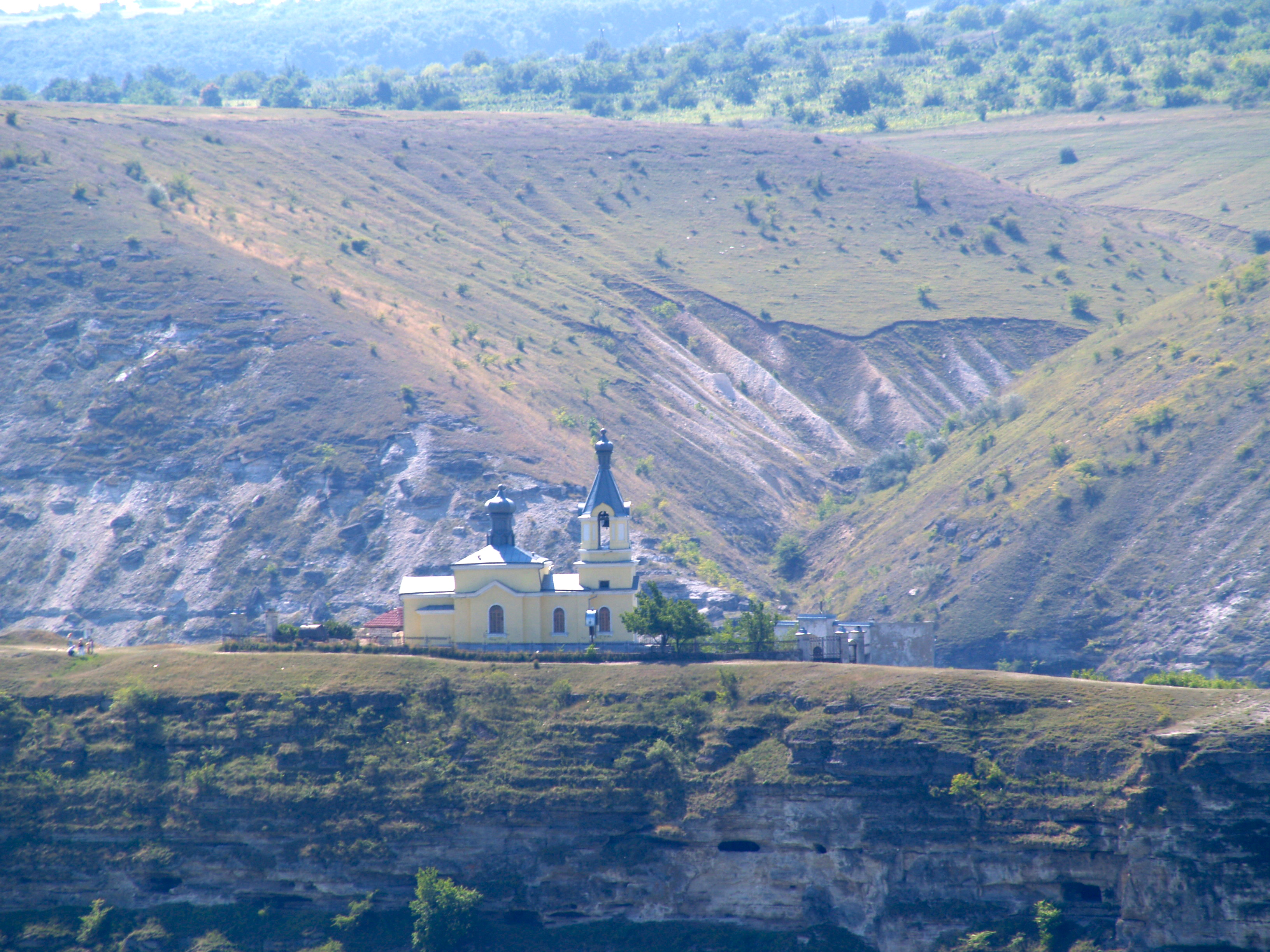
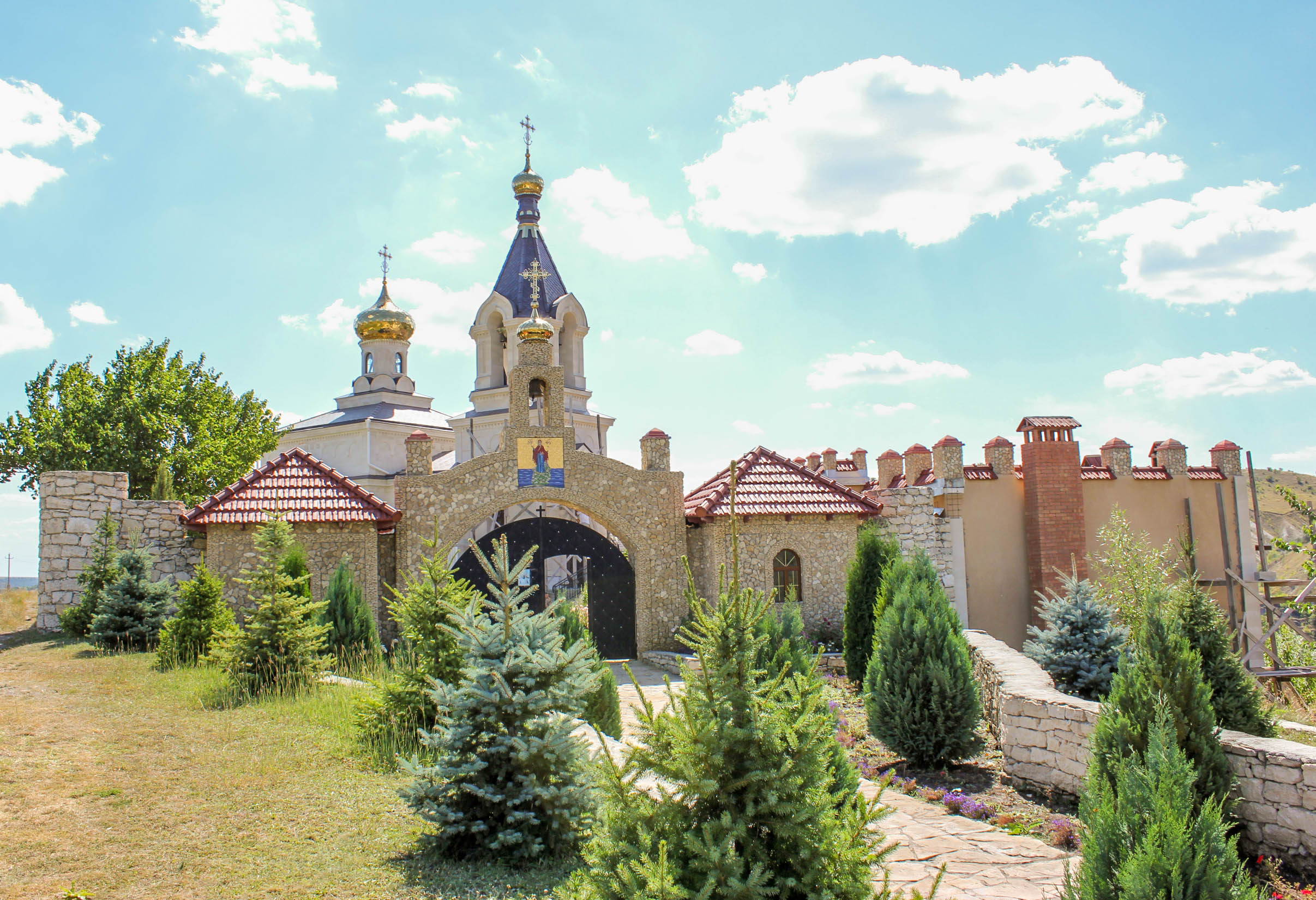
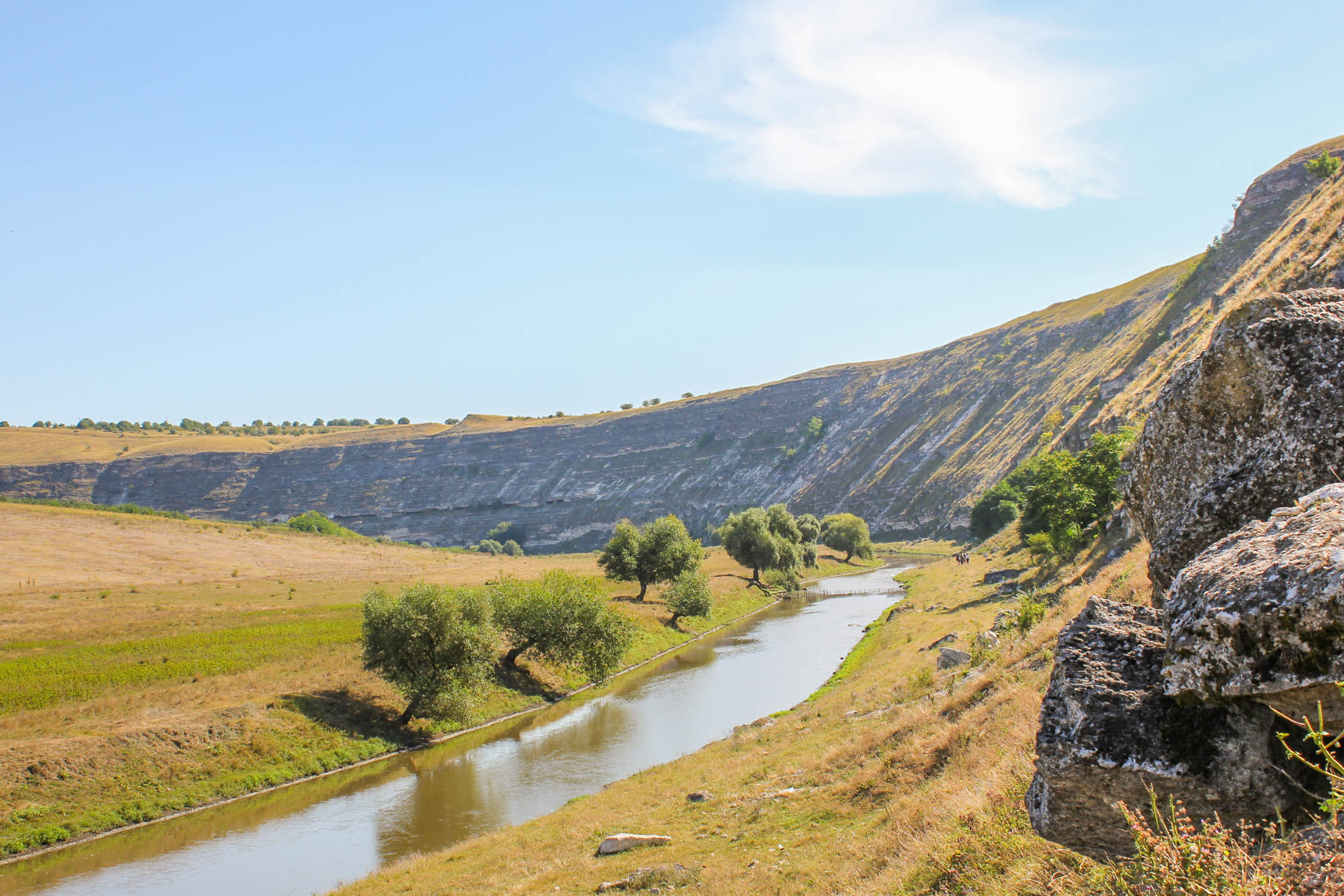
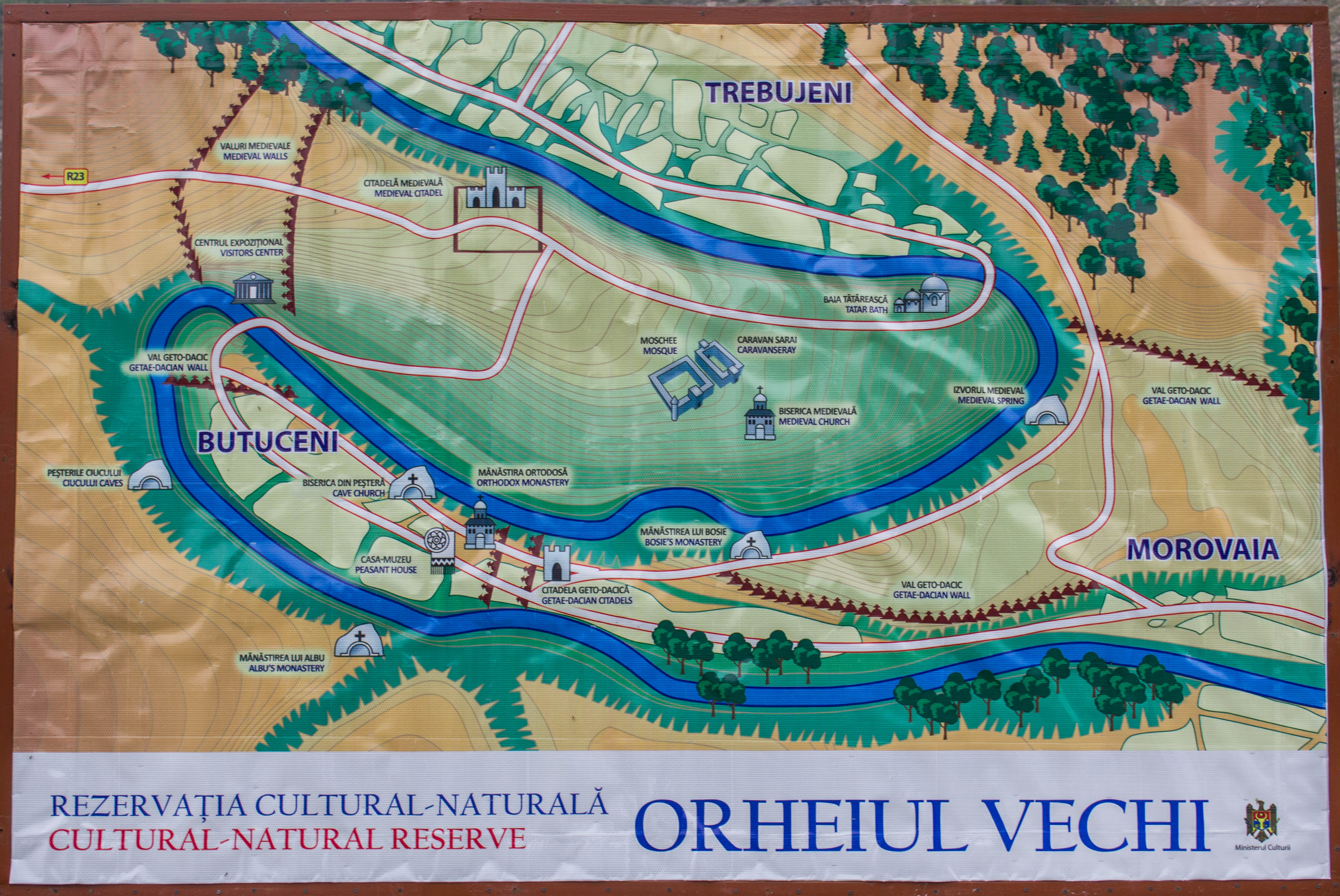
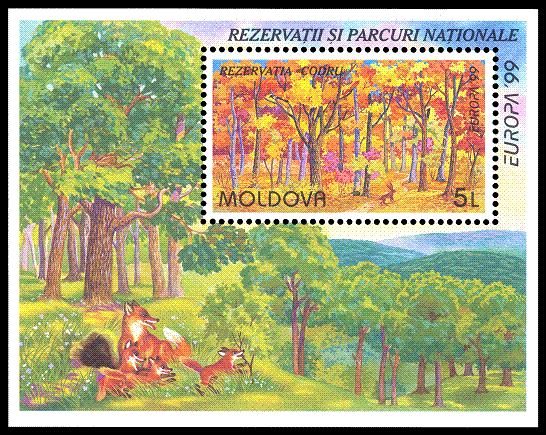

### Transport
La Moldavie est reliée par avion à l'aéroport international de Chișinău. Des vols directs depuis et vers de nombreuses destinations européennes existent.
Chișinău est également internationalement connecté par chemin de fer. Il existe des trains de nuit directs vers la Roumanie (un train quotidien vers Bucarest), l'Ukraine (un train quotidien vers Odessa) et la Russie (un train quotidien via Kiev vers Moscou).
Le principal moyen de transport en Moldavie est le réseau routier. La Moldavie étant un petit pays (450 km du sud au nord, 200 km d'ouest en est) on peut se déplacer en taxi. La location de voiture est disponible dans les grandes villes. Il existe également des liaisons de bus nationales et internationales.
Le terminal de Giurgiulești sur le Danube est compatible avec les petits navires de mer. La navigation sur les rivières inférieures Prut et Nistru ne joue qu'un rôle modeste dans le système de transport du pays.
À Chișinău, il existe un système de trolleybus public. La plupart des villes proposent également des transports publics sous forme de minibus (rutierele en roumain moldave ; marshrutki en russe).

## Climat
Le climat local est modérément continental, rappelant beaucoup la Méditerranée : les hivers sont doux et courts (en 2019, il n'y a eu aucune chute de neige), les étés sont chauds et longs (ils commencent début mai et durent jusqu'à début octobre). La température moyenne en janvier est de -4 °C, en juillet +21 °C. Le minimum absolu enregistré a été de -36 °C et le maximum +42 °C. Mais en fait, en raison du changement climatique, ces dernières années, il peut être +15 °C à la mi-janvier. Même en juillet ou en août, la campagne du nord reste modérément chaude. Les maisons traditionnelles moldaves faites d'argile naturelle avec de la paille (en moldave "lampach") offrent des conditions fraîches en été.

## Télécommunication
En septembre 2020, la couverture mobile 4G couvrait 97 % du pays, offrant des débits Internet mobiles allant jusqu'à 150 Mb/s.
La vitesse Internet haut débit atteint 65,76 Mb/s.

## Galerie

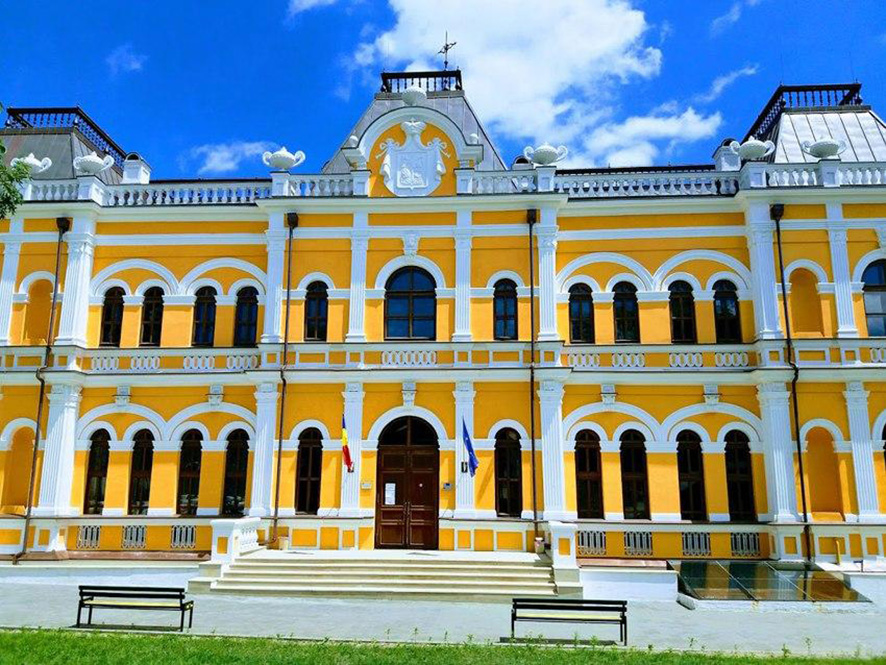
Palais de Manuc Bey
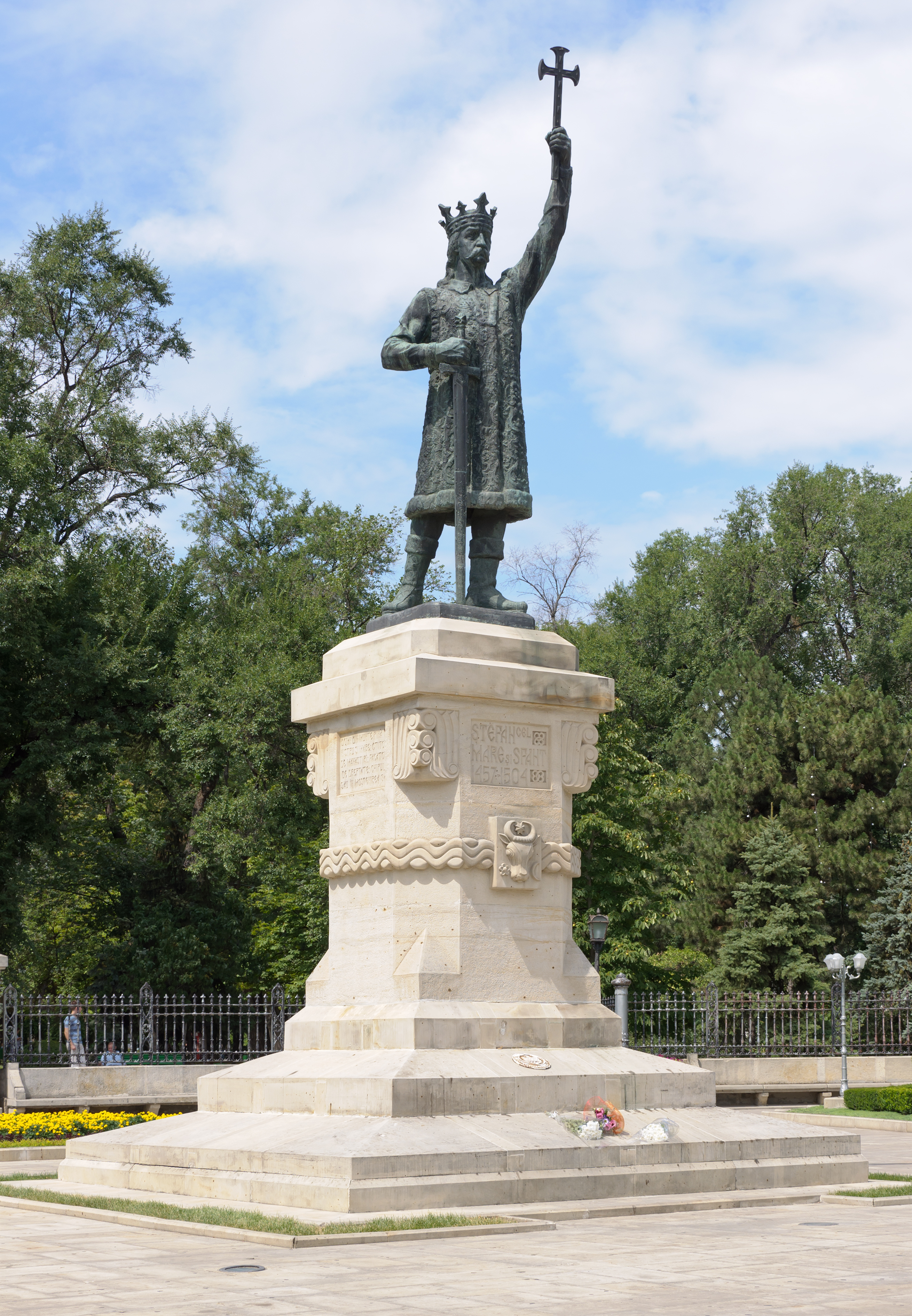
Monument Étienne le Grand
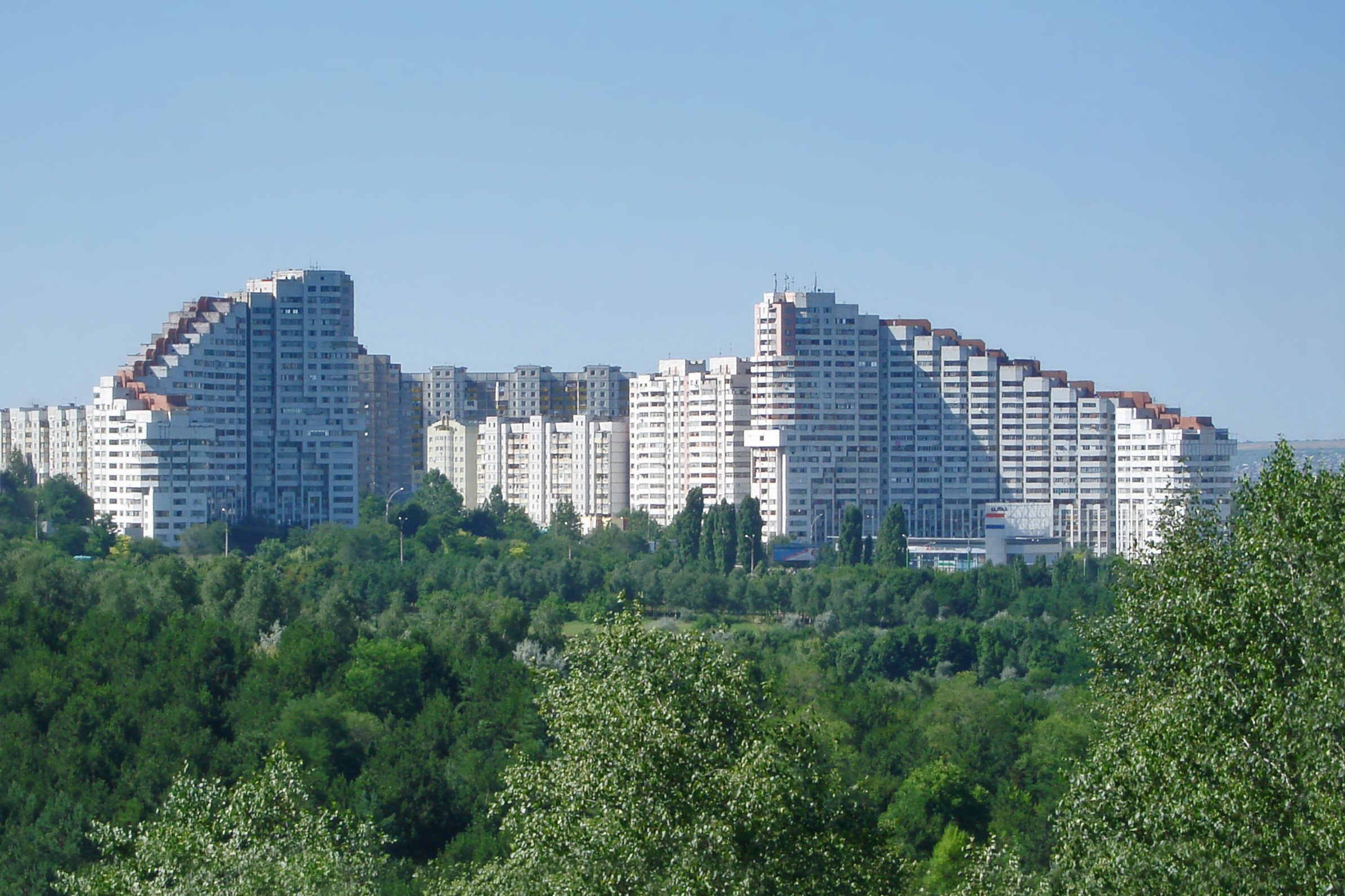
Portes de la ville, Chișinău
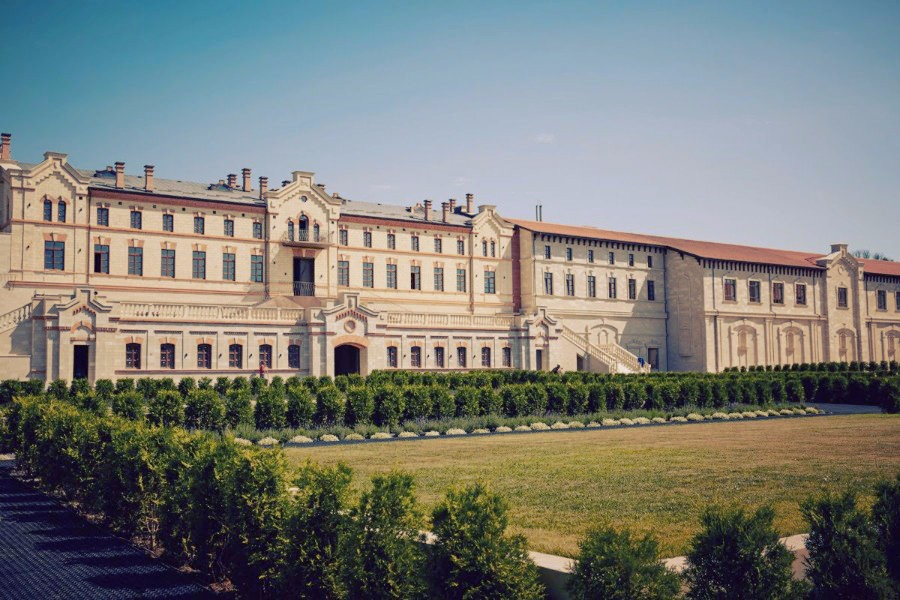
Château du vin de Mimi
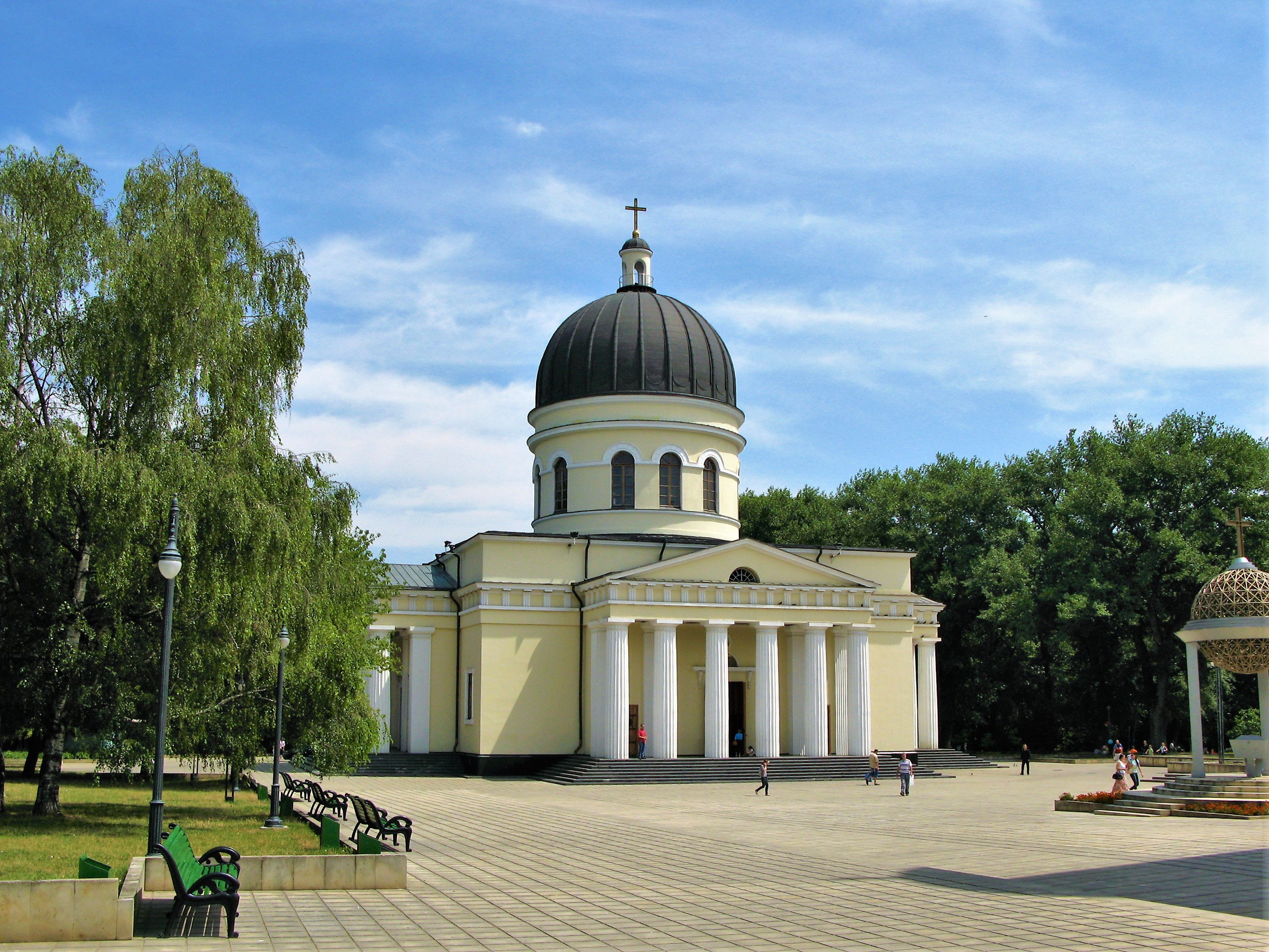
Cathédrale de la Nativité, Chișinău
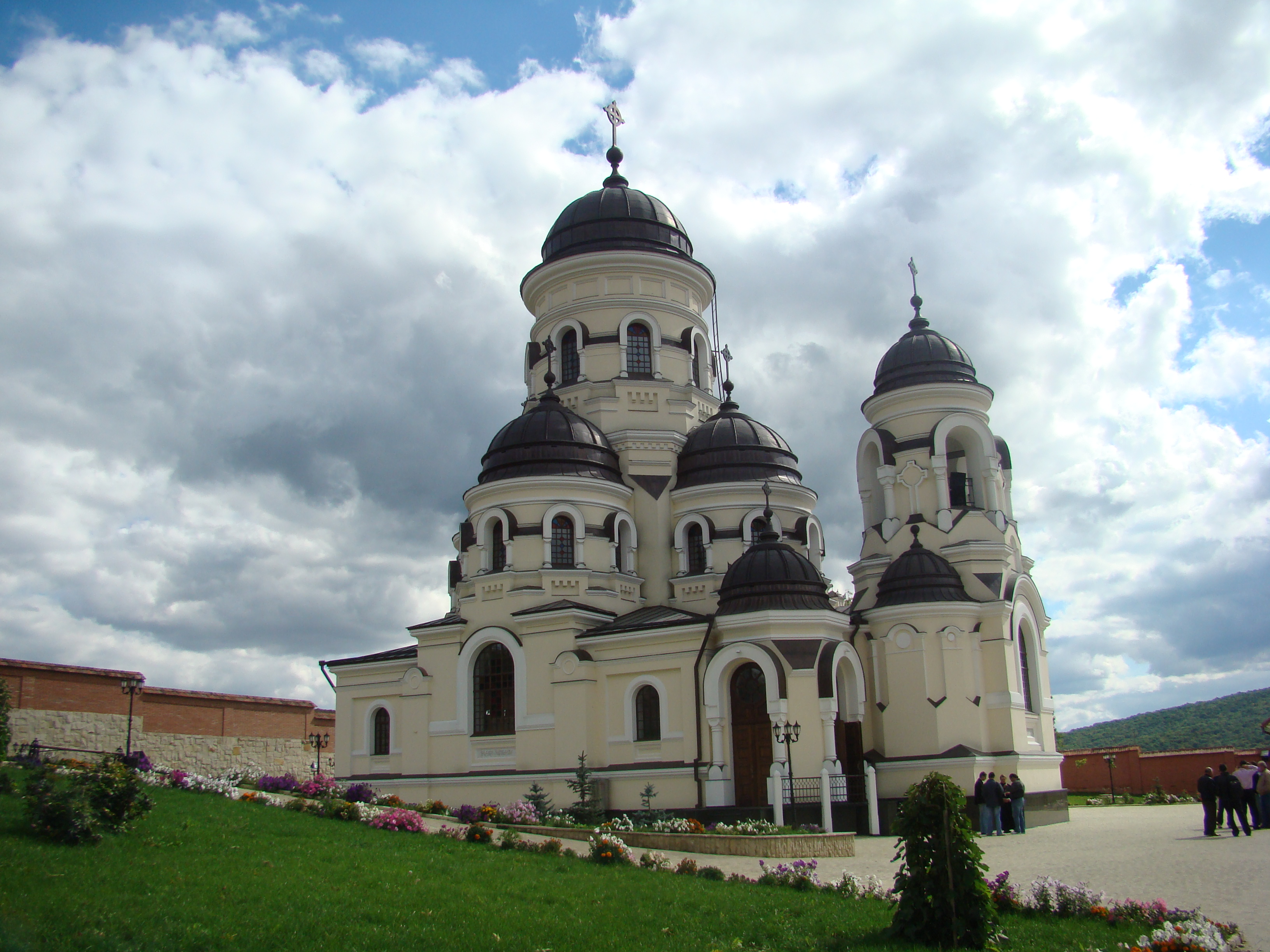
Monastère de Căpriana
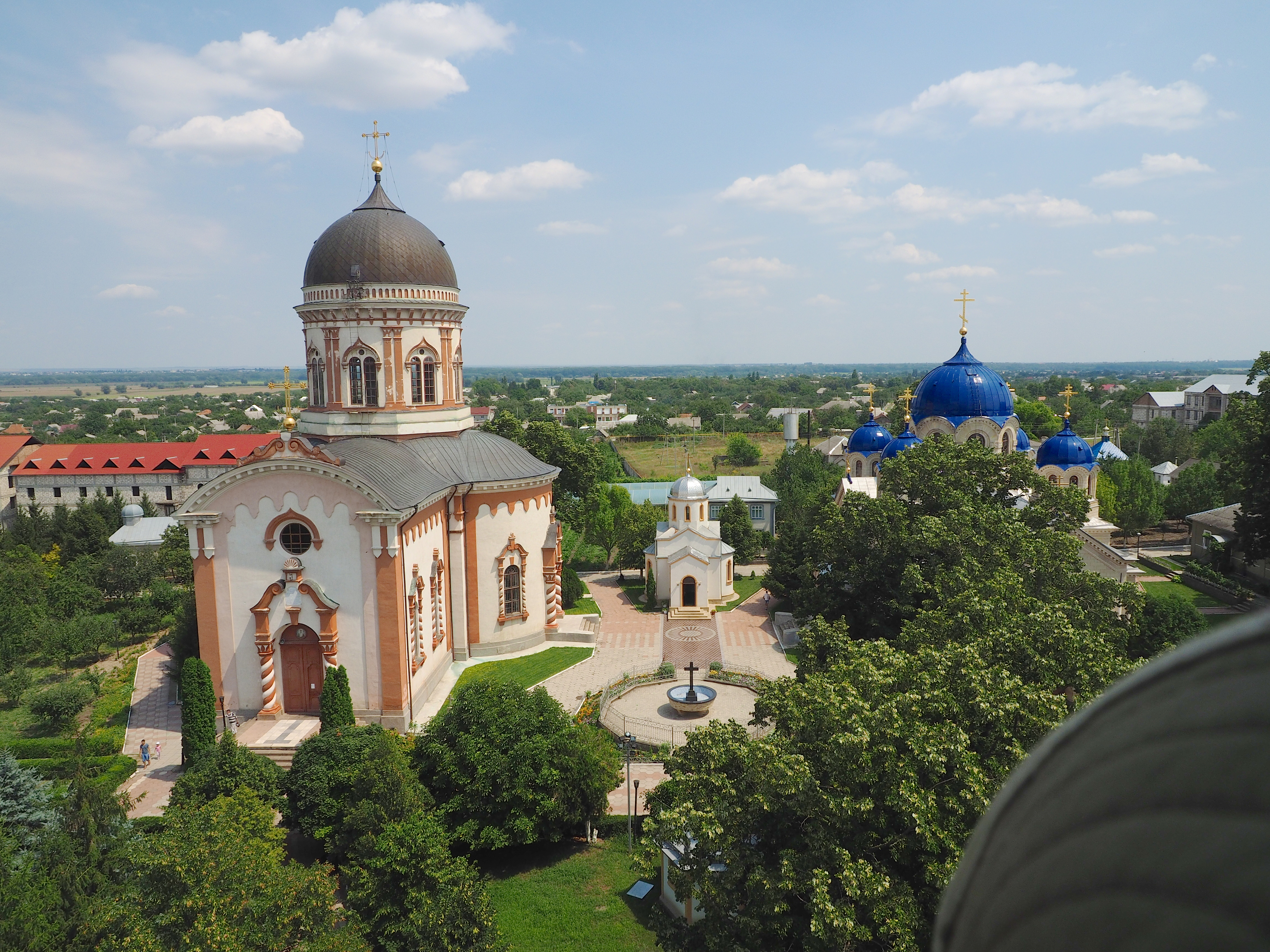
Monastère de Noul Neamț
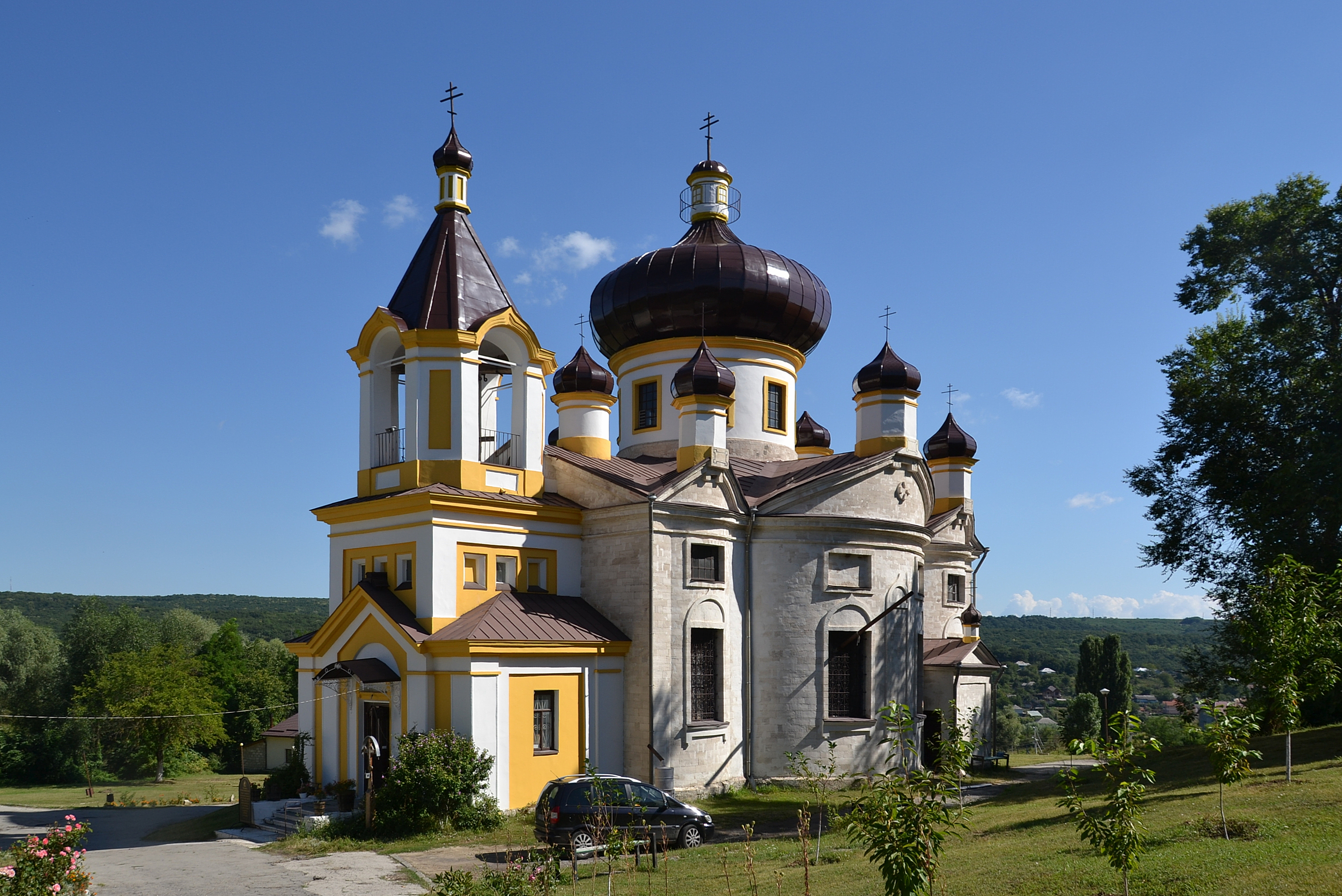
Monastère de Condrița
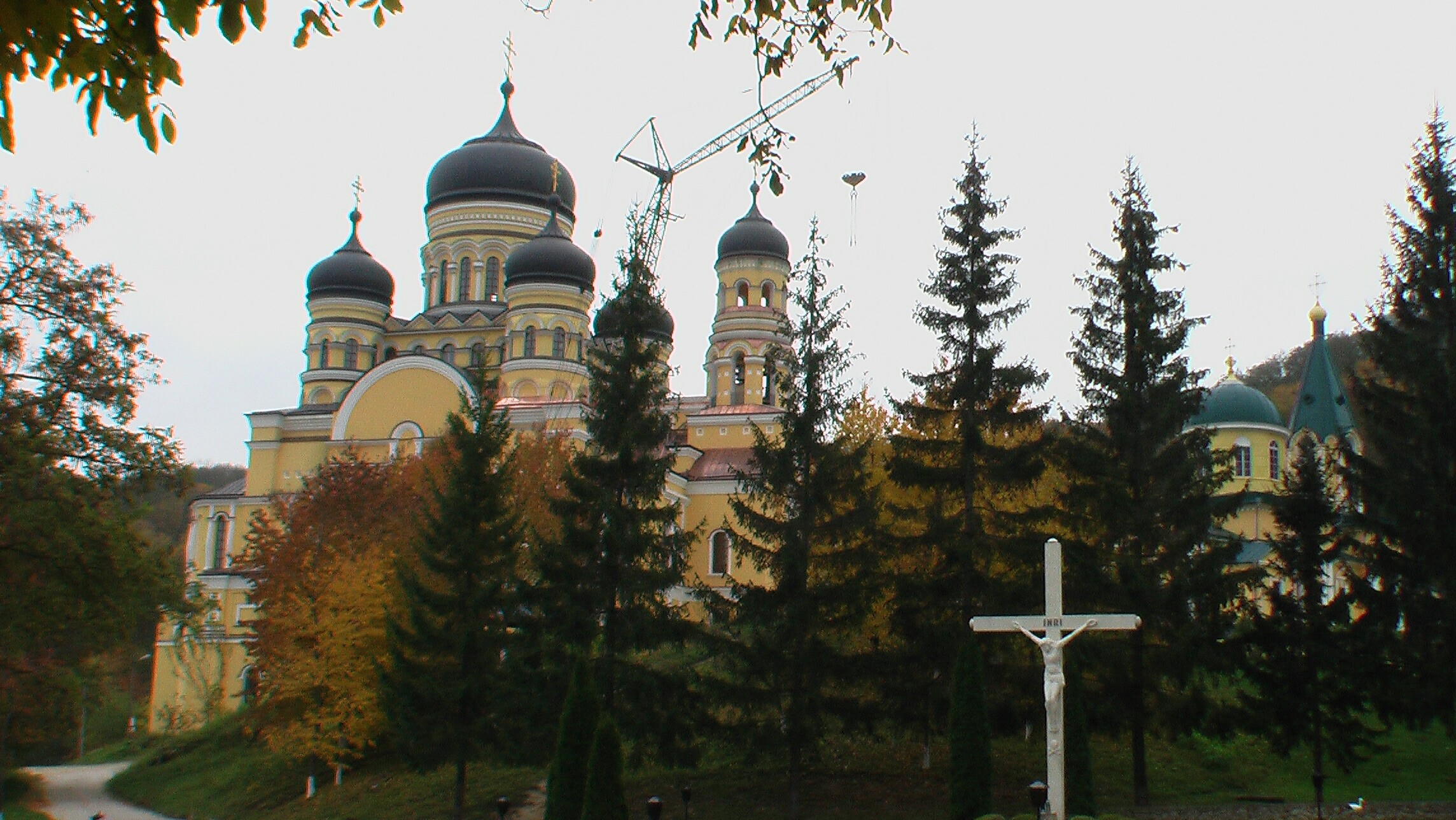
Monastère de Hâncu
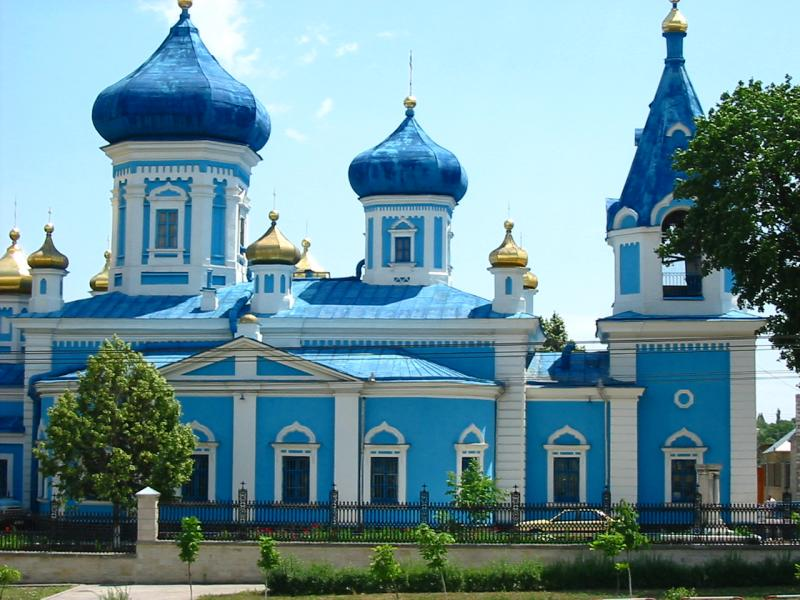
Monastère de Ciuflea
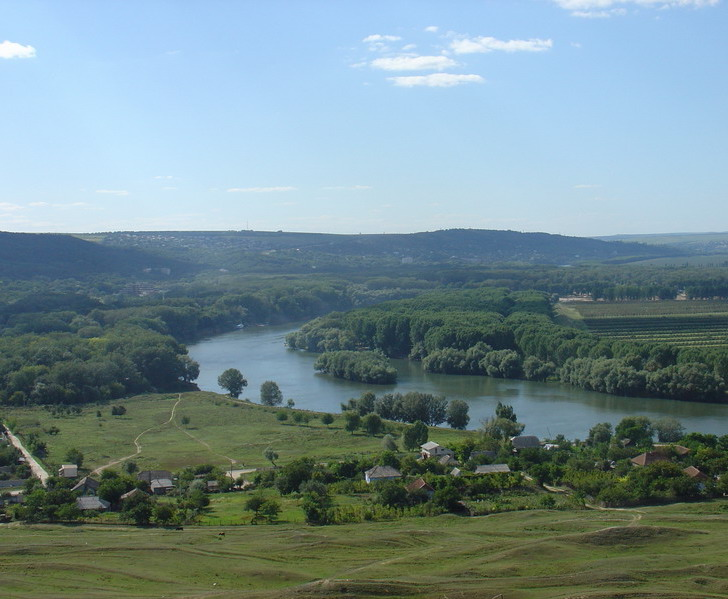
Vue sur la vallée de Nistru
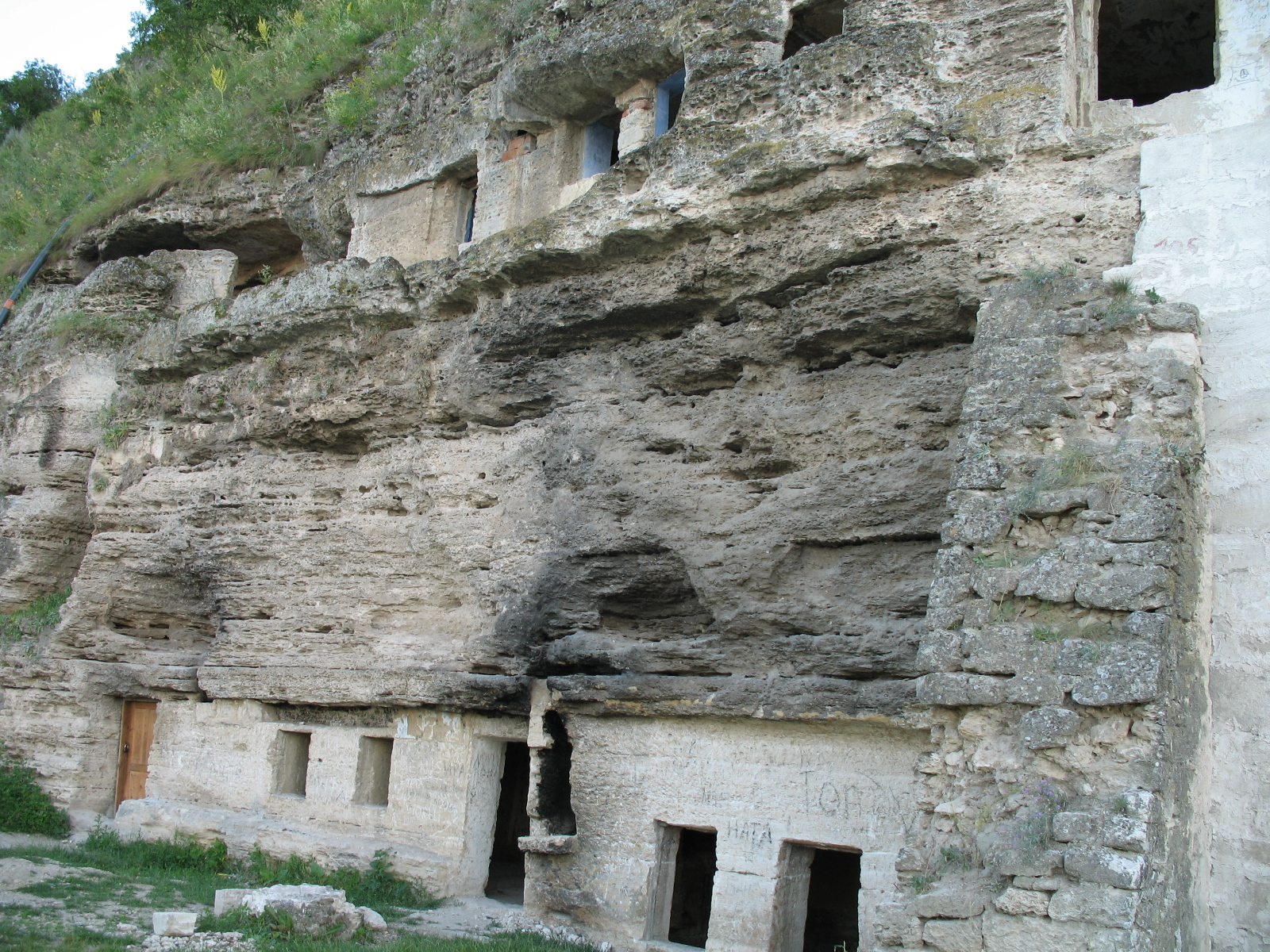
Monastère rocheux près de Tipova
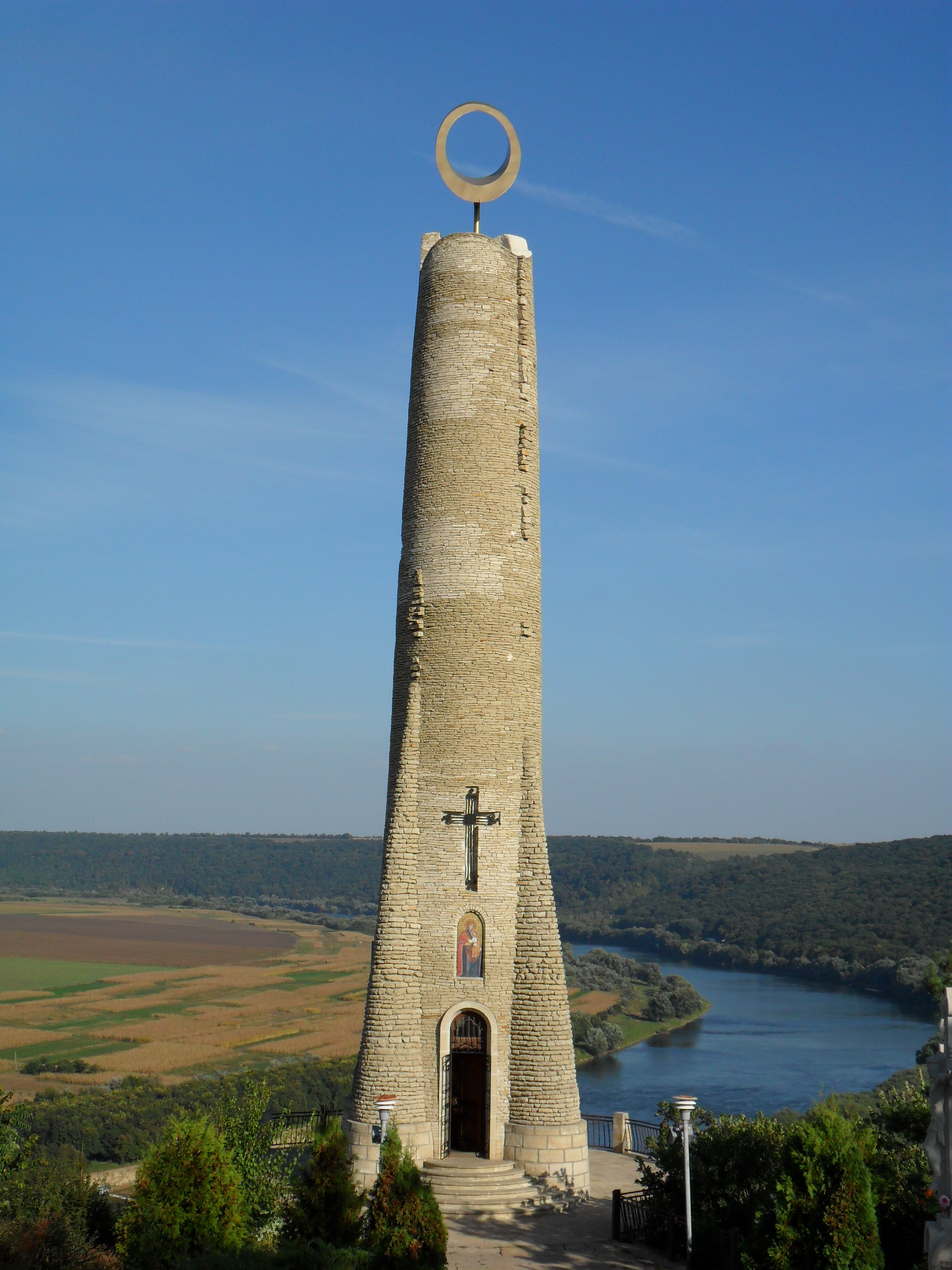
Bougie de Thanksgiving
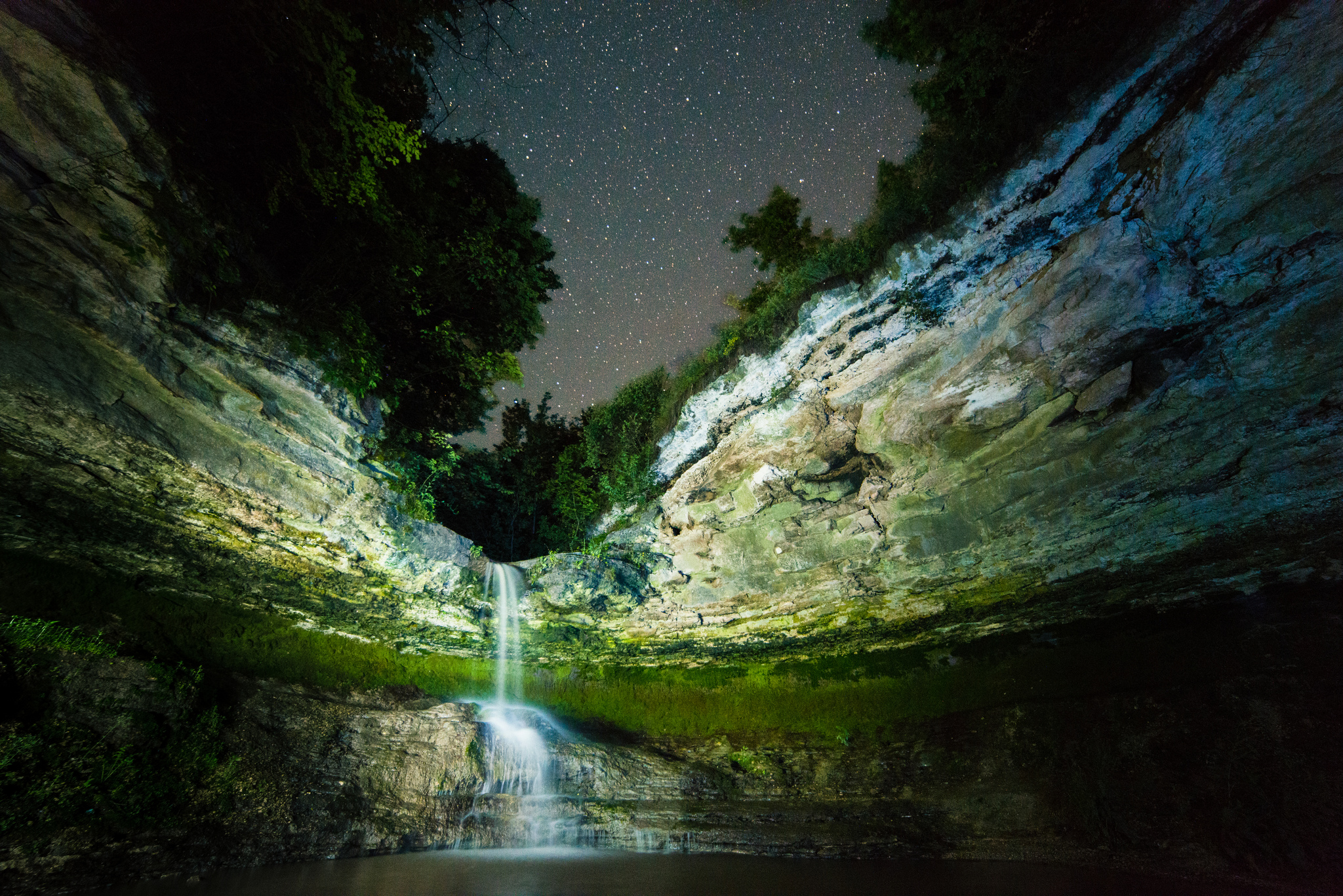
Cascade de Saharna
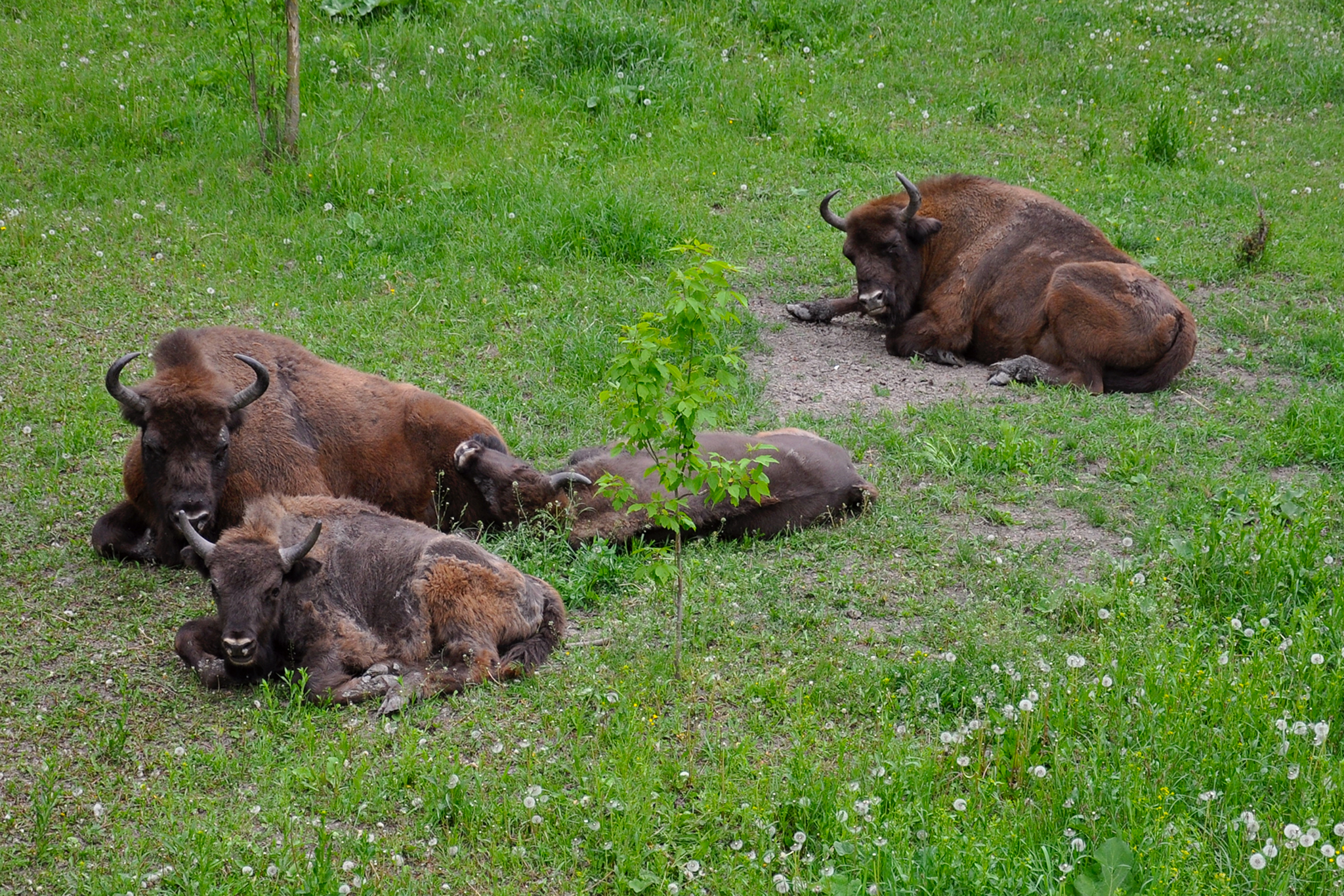
Bisons d'Europe dans la réserve naturelle de Pădurea Domnească
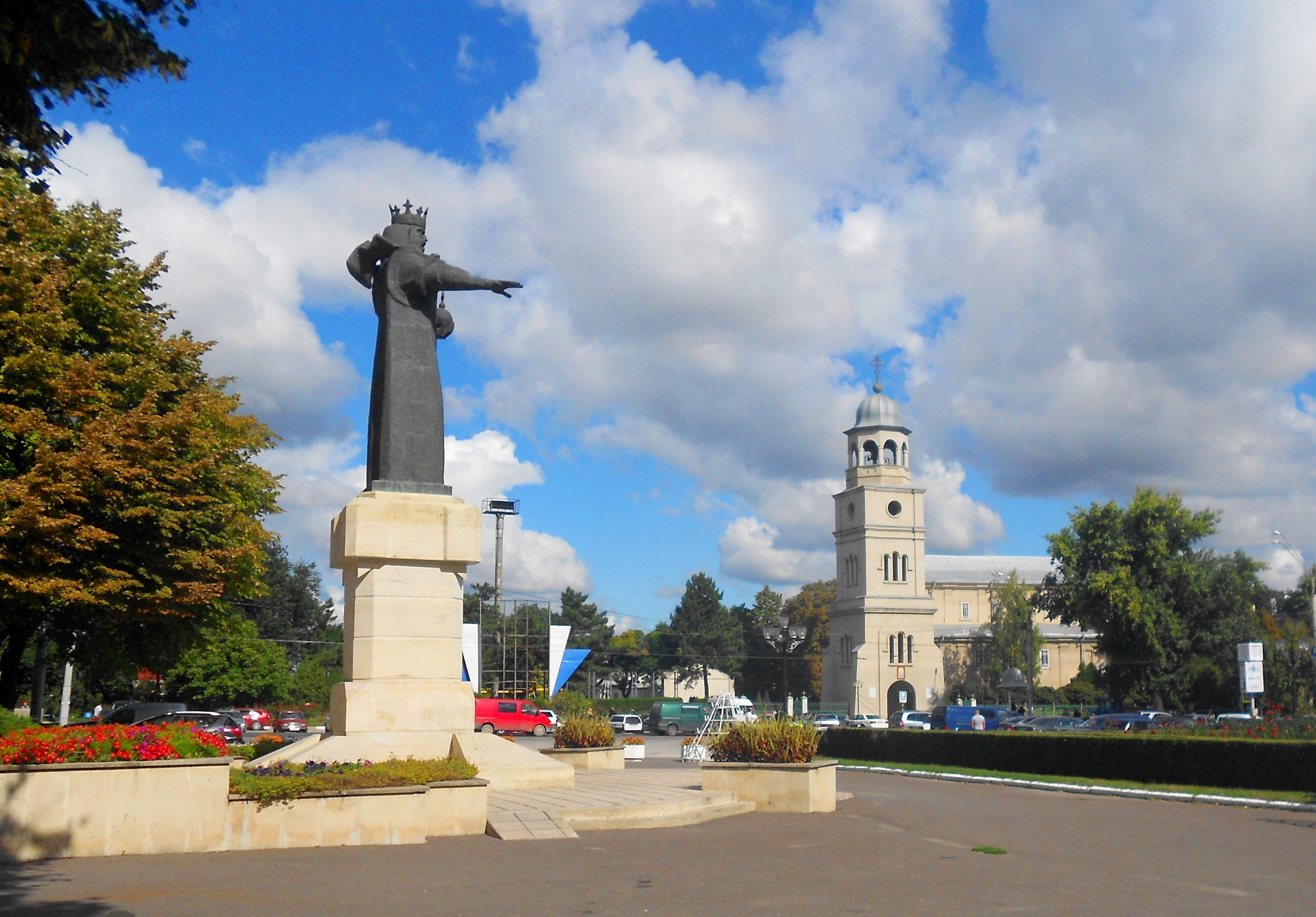
Place de l'Indépendance, Bălți
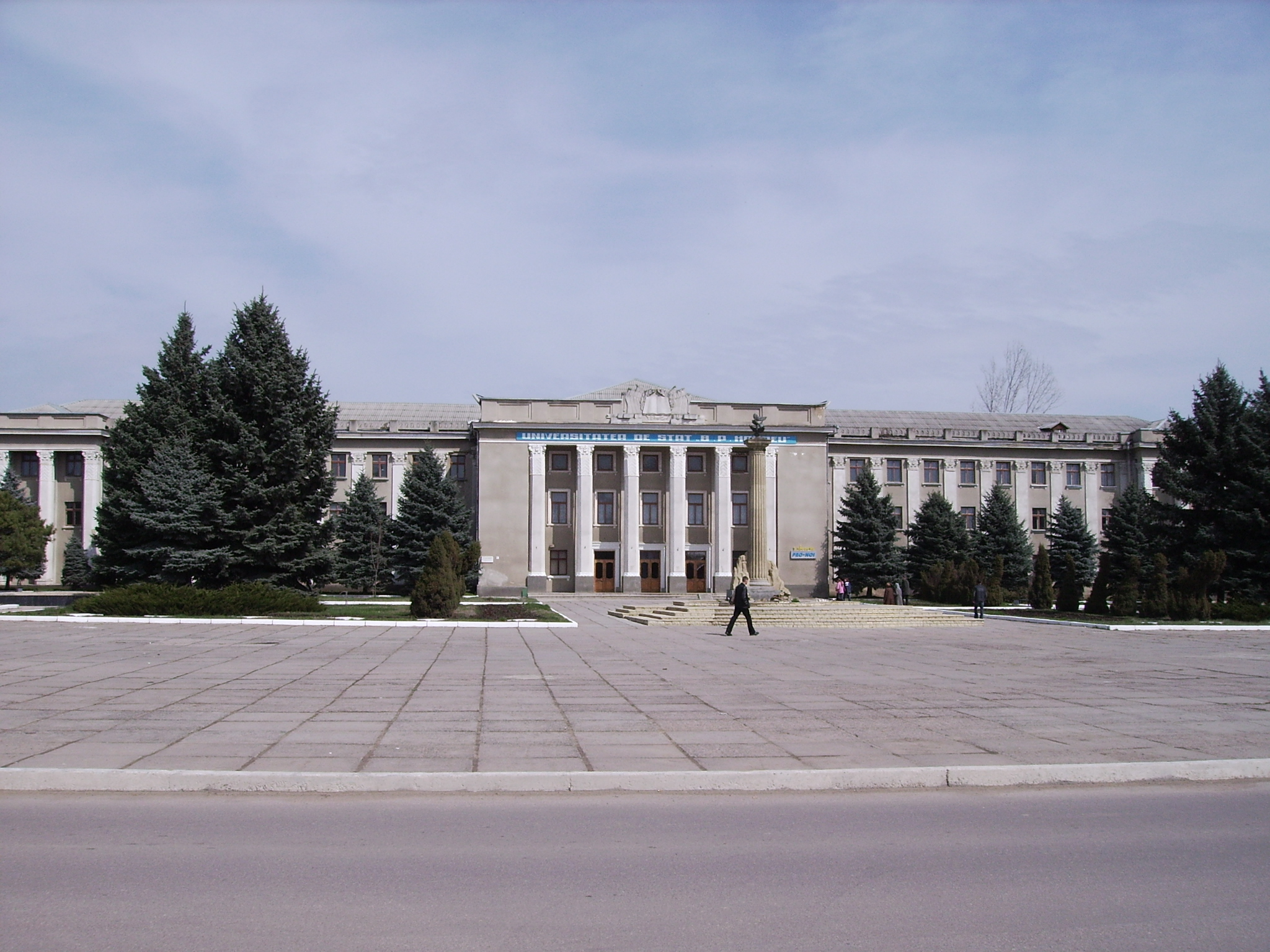
Université d'État Bogdan Petriceicu Hasdeu, Cahul
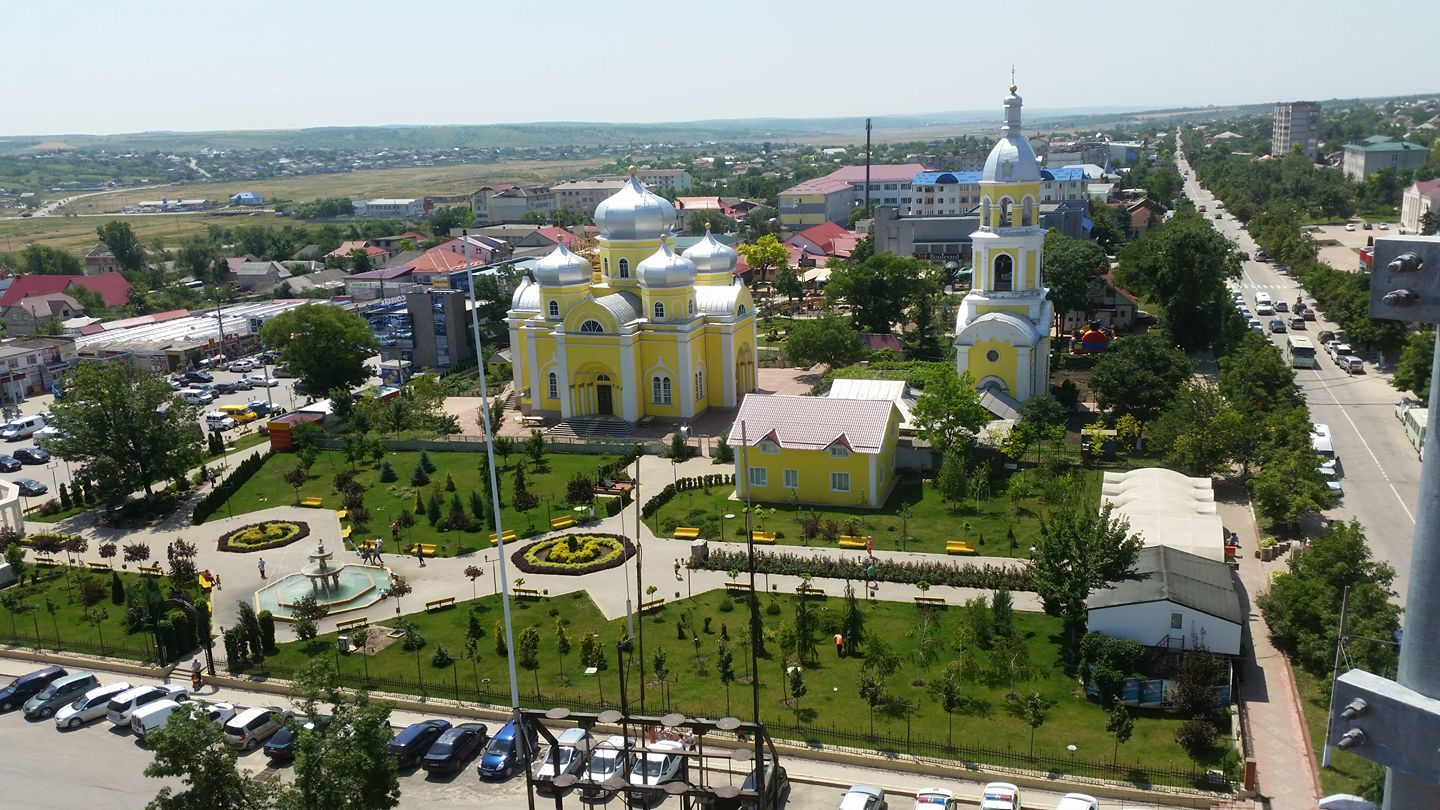
Comrat

## Statistiques
La principale origine des touristes en Moldavie est la suivante[Quand ?]:
| Rang | Pays        | Nombre |
| ---- | ----------- | ------ |
| 1    | Roumanie    | 22,624 |
| 2    | Ukraine     | 10,951 |
| 3    | Russie      | 8,368  |
| 4    | États-Unis  | 6,064  |
| 5    | Italie      | 5,143  |
| 6    | Allemagne   | 4,672  |
| 7    | Turquie     | 3,523  |
| 8    | Royaume-Uni | 2,827  |
| 9    | Pologne     | 2,453  |
| 10   | France      | 2,140  |
|      | Total       | 93,897 |